# 481 av. J.-C.
Cette page concerne l'année 481 av. J.-C. du calendrier julien proleptique.

## Événements
- 5 août : début à Rome du consulat de Kaeso Fabius Vibulanus (II), Spurius Furius Fusus [1].

- Automne : devant la menace perse, les Grecs se réunissent au congrès de Corinthe, présidé par Sparte qui apparaît à l'époque comme la cité prépondérante en Grèce[2]. Les défections sont nombreuses mais une armée de 20 000 hommes est réunie ainsi qu'une flotte de plus de 300 navires, essentiellement athéniens, grâce aux sages prévisions de Thémistocle.

- En Chine, fin de la période couverte par la Chronique du Pays de Lu, « des Printemps et des Automnes ». Début de la période des « royaumes combattants » de 481 à 221 av. J.-C.[3]. Les guerres, qui conduisent durant cette période à l’élimination de 22 États sont moins nombreuses mais d’une ampleur et d’une durée considérable par rapport à celles de l’époque précédente. L’abandon de la guerre courtoise permet que des roturiers, militaires de carrière, accèdent à des fonctions d’autorité et que certains nobles soient déchus par leur incompétence. La condition paysanne se dégrade du fait de la conscription et des lourds tributs imposés par les États guerriers pour financer guerres et fortifications.

## Naissances
- Protagoras, philosophe grec présocratique (date supposée).